# USS Mitscher (DDG-57)
El USS Mitscher (DDG-57) es un destructor de la clase Arleigh Burke de la US Navy.

## Construcción
Fue colocada su quilla en 1992. Fue botado su casco en 1993. Y fue asignado en 1994. Fue bautizado Mitscher, en honor al almirante Marc A. Mitscher, comandante del USS Hornet durante la Segunda Guerra Mundial.

## Historial de servicio

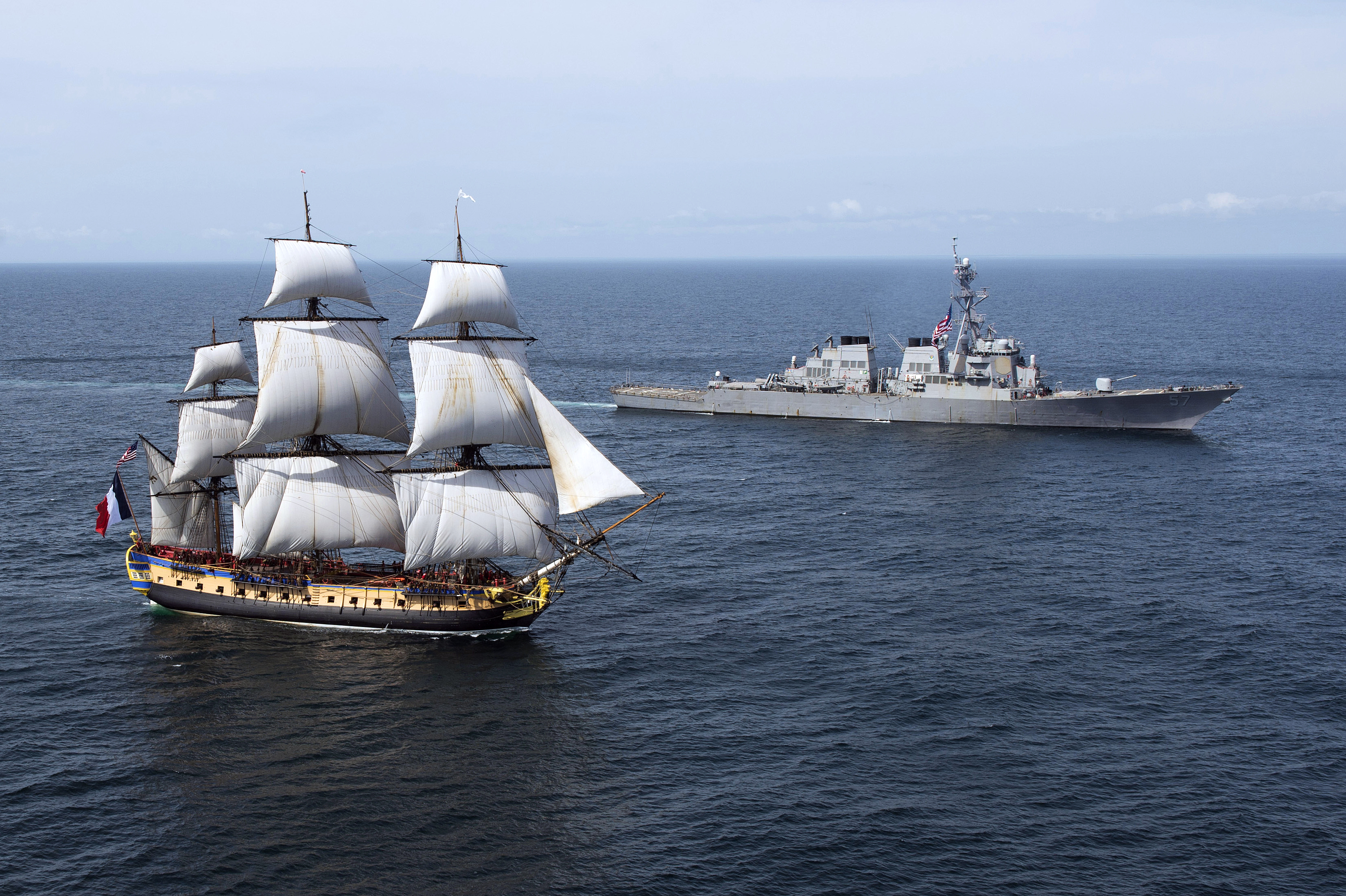
El USS Mitscher (DDG-57) navegando junto con el barco réplica Hermione en el año 2015.

El USS Mitscher, con apostadero en la base naval de Norfolk, ha desplegado en apoyo a las Operaciones Southern Watch, Enduring Freedom e Iraqi Freedom.